# 上校 (英國皇家海軍)

英國皇家海軍上校肩章

在英國皇家海軍中，上校（英語：Captain，Capt 或 Captain RN）是一個資深的軍官階級，地位高於海軍中校（Commander），但低於准將（Commodore），在NATO中，相當於第五級軍官（OF-5）。在英軍內部位階相當於英國陸軍與英國皇家海軍陸戰隊的上校（Colonel），以及英國皇家空軍的空軍上校（Group captain）。